# San Giovanni Valdarno
San Giovanni Valdarno là một đô thị ở tỉnh Arezzo trong vùng Toscana, Ý. Tại thời điểm ngày 31 tháng 8 năm 2007, đô thị San Giovanni Valdarno có dân số 17.067 người và diện tích là 21,32 km².
Thị trấn nằm ở thung lũng sông Arno. Tên ban đầu là Castel S. Giovanni. Đây là nơi sinh họa sĩ Phục hưng Masaccio.